# Zdeněk Bobrovský
Zdeněk Bobrovský (nacido el 1 de diciembre de 1933 en Rosice, Checoslovaquia - murió el 21 de noviembre de 2014) es un exjugador checo de baloncesto. Consiguió 3 medallas en competiciones internacionales con Checoslovaquia. Es el hermano de Jan Bobrovský.